# Carlton (Minnesota)
Carlton es una ciudad ubicada en el condado de Carlton en el estado estadounidense de Minnesota. En el Censo de 2010 tenía una población de 862 habitantes y una densidad poblacional de 146,62 personas por km².

## Geografía
Carlton se encuentra ubicada en las coordenadas 46°39′22″N 92°25′7″O / 46.65611, -92.41861. Según la Oficina del Censo de los Estados Unidos, Carlton tiene una superficie total de 5.88 km², de la cual 5.33 km² corresponden a tierra firme y (9.38%) 0.55 km² es agua.

## Demografía
Según el censo de 2010, había 862 personas residiendo en Carlton. La densidad de población era de 146,62 hab./km². De los 862 habitantes, Carlton estaba compuesto por el 92% blancos, el 0.46% eran afroamericanos, el 4.29% eran amerindios, el 0.35% eran asiáticos, el 0% eran isleños del Pacífico, el 0.46% eran de otras razas y el 2.44% pertenecían a dos o más razas. Del total de la población el 1.51% eran hispanos o latinos de cualquier raza.